# Powiat międzyrzecki
Powiat międzyrzecki – powiat w Polsce (województwo lubuskie), utworzony 10 sierpnia 1998 w ramach reformy administracyjnej i formalnie funkcjonujący od 1 stycznia 1999. Jego siedzibą jest miasto Międzyrzecz.
W skład powiatu wchodzą:
- gminy miejsko-wiejskie: Międzyrzecz, Skwierzyna, Trzciel
- gminy wiejskie: Bledzew, Przytoczna, Pszczew
- miasta: Międzyrzecz, Skwierzyna, Trzciel

## Gminy powiatu
| Nazwa             | Typ             | Pow. (km²) | Populacja (2022) | Siedziba    |
| Gmina Międzyrzecz | miejsko-wiejska | 315,36     | 23 920           | Międzyrzecz |
| Gmina Skwierzyna  | miejsko-wiejska | 284,81     | 11 647           | Skwierzyna  |
| Gmina Trzciel     | miejsko-wiejska | 177,51     | 6251             | Trzciel     |
| Gmina Bledzew     | wiejska         | 247,48     | 3977             | Bledzew     |
| Gmina Przytoczna  | wiejska         | 184,82     | 5359             | Przytoczna  |
| Gmina Pszczew     | wiejska         | 177,67     | 4203             | Pszczew     |

## Położenie i warunki geograficzne

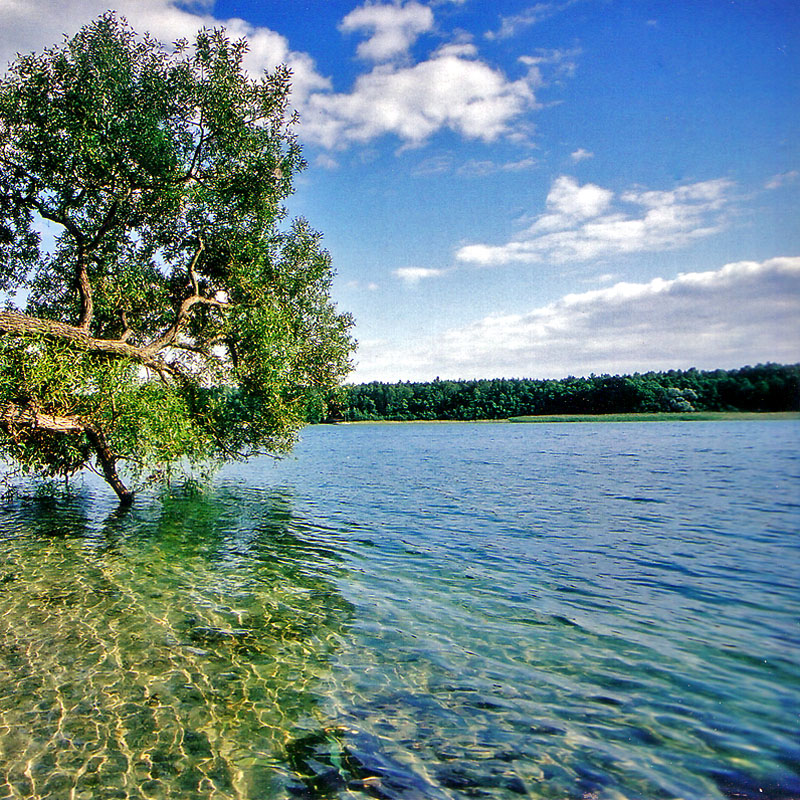
Jezioro Lubikowskie

Powiat międzyrzecki zlokalizowany jest w następujących regionach fizycznogeograficznych: Kotlina Gorzowska, Bruzda Zbąszyńska, Pojezierze Łagowskie i Pojezierze Poznańskie, pomiędzy dorzeczami Warty i Obry. Jego lesistość wynosi 53%. W powiecie usytuowane są: Pszczewski Park Krajobrazowy (w gminie Pszczew) i Puszcza Notecka (w gminie Skwierzyna). Ważniejsze bogactwa mineralne: żwir, kreda, iły, ropa naftowa i gaz ziemny (przy granicy z powiatem międzychodzkim). Główną atrakcją turystyczną powiatu jest Międzyrzecki Rejon Umocniony.

## Struktura powierzchni
- Użytki rolne: 37%
- Użytki leśne: 53%

Powiat stanowi 9,92% powierzchni województwa lubuskiego.

## Demografia
Liczba ludności (dane z 31 grudnia 2022):
|        | Ogółem | Ogółem | Kobiety | Kobiety | Mężczyźni | Mężczyźni |
| osób   | %      | osób   | %       | osób    | %         |           |
| ------ | ------ | ------ | ------- | ------- | --------- | --------- |
| Ogółem | 55 357 | 100    | 28 193  | 50,93   | 27 164    | 49,07     |
| Miasto | 28 487 | 51,46  | 14 866  | 26,85   | 13 621    | 24,61     |
| Wieś   | 26 870 | 48,54  | 13 327  | 24,07   | 13 543    | 24,46     |

▶Wieś vs ▶miasto
Ogółem (▶k, ▶m)
Miasto (▶k, ▶m)
Wieś (▶k, ▶m)

## Historia

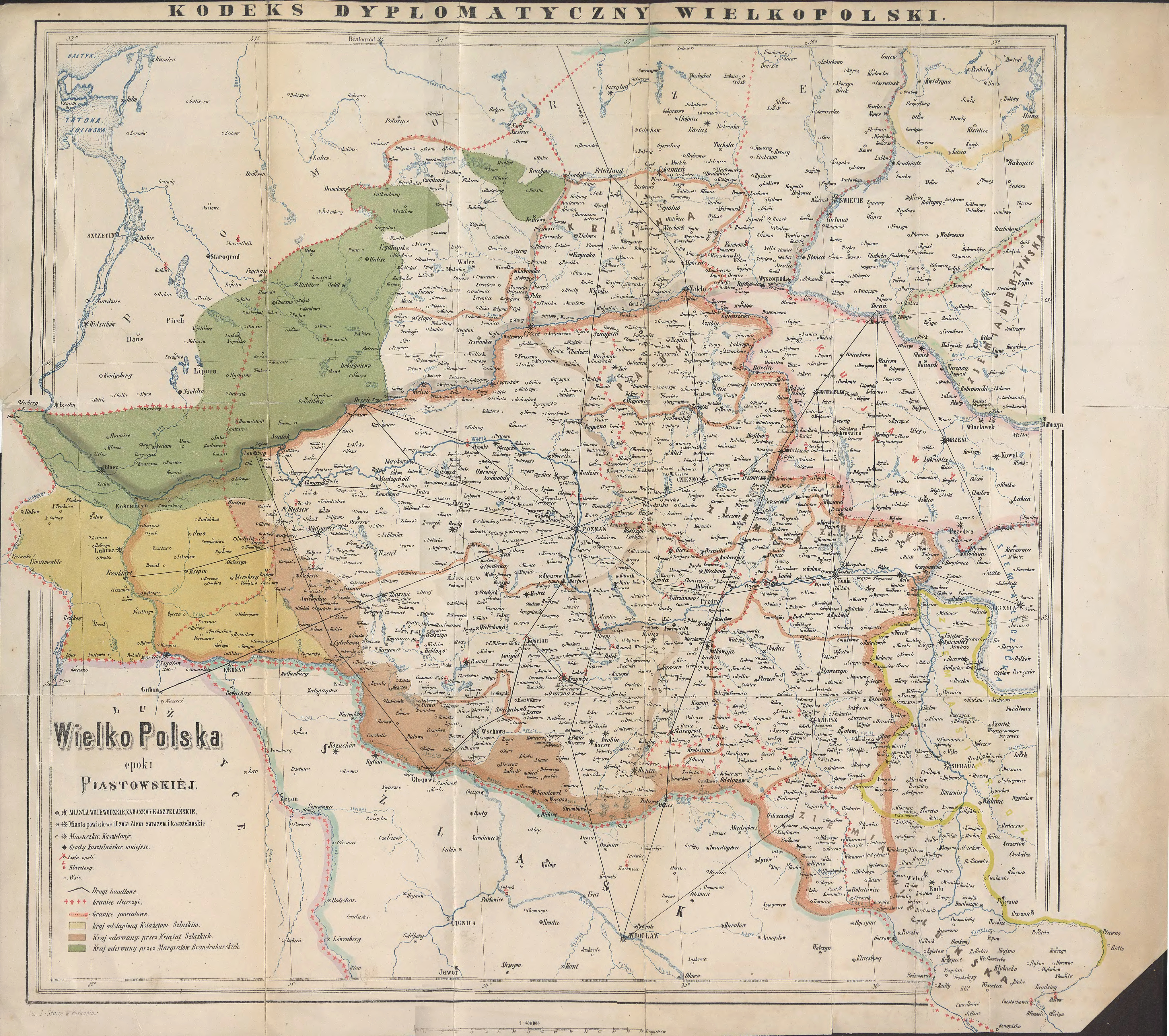
Powiat międzyrzecki na historycznej mapie Wielkopolski sporządzonej w 1888 roku według danych zaczerpniętych z Kodeksu dyplomatycznego.

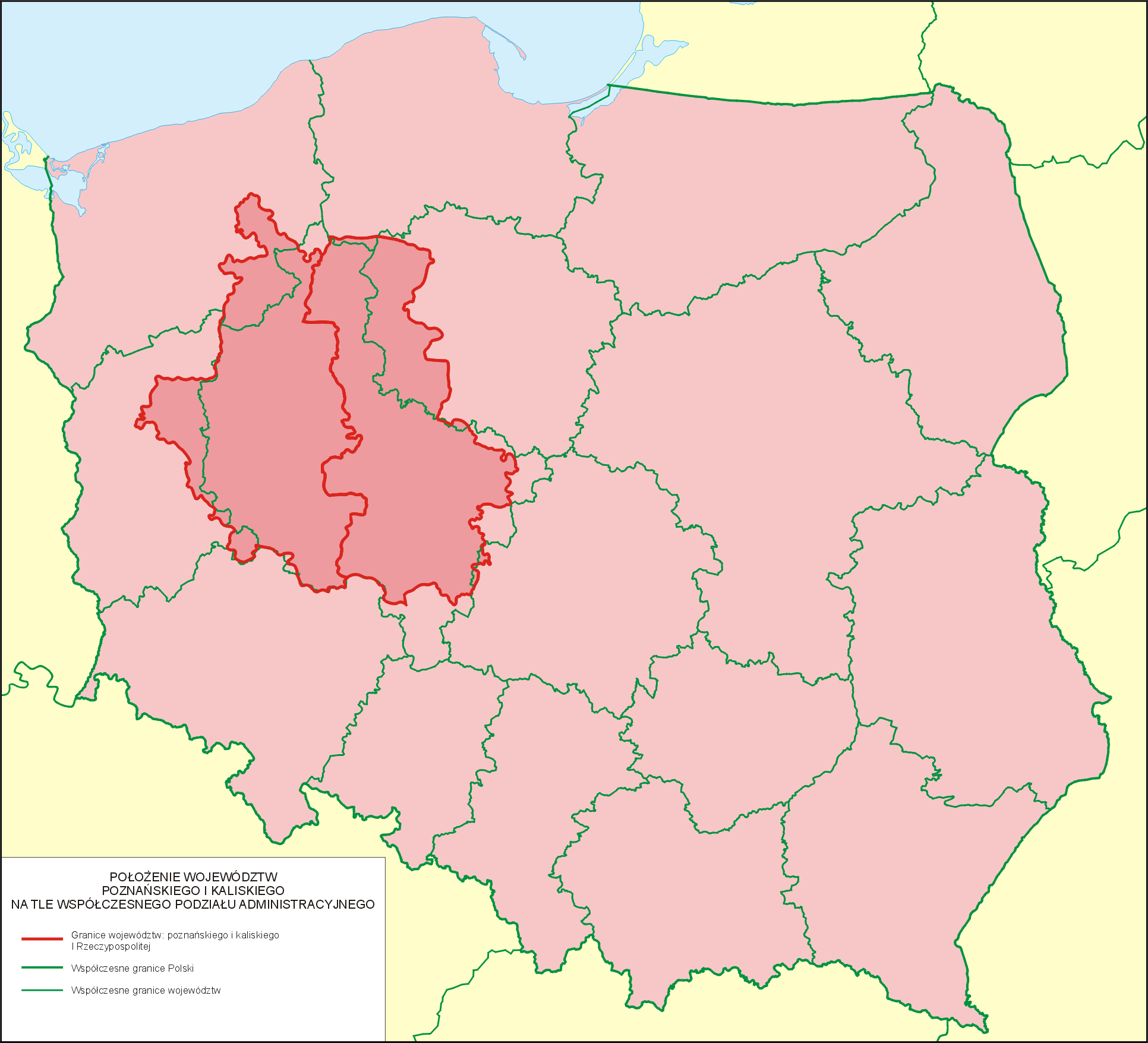
Obszar Wielkopolski do rozbiorów Polski w XVIII wieku na tle współczesnego podziału administracyjnego. Powiat międzyrzecki znajdował się w granicach I RP w województwie poznańskim.

Historycznie ziemie powiatu międzyrzeckiego należały do Wielkopolski, co znajduje potwierdzenie w dokumentach zebranych w Kodeksie dyplomatycznym.
- 29 stycznia 1230 – pierwsza wzmianka o kasztelanii międzyrzeckiej (pierwowzorze powiatu), z Teodorykiem jako kasztelanem (zobacz: Kasztelania międzyrzecka);
- koniec XIII w. – kasztelania międzyrzecka należy do Wielkopolski;
- początek XIV w. – po reformie administracyjnej państwa, dokonanej przez Wacława II, wprowadzono urząd starosty (z czasem starostwa przejęły funkcje kasztelanii, a urząd kasztelana stał się wyłącznie godnością honorową). Od tego czasu funkcjonowało więc starostwo międzyrzeckie;
- 2 listopada 1791 – utworzenie ustawą Sejmu Czteroletniego powiatu międzyrzeckiego, jako jednostki administracyjnej kraju, sięgającego Skwierzyny (na północy), Kębłowa i Wielichowa (na południu), Paradyża (na zachodzie) i Pniewa, Opalenicy i Grodziska (na wschodzie), z centralnie położonym Międzyrzeczem jako siedzibą starosty;

Ustawa nigdy nie weszła w życie, bowiem reformę administracyjną Polski przerwały jej rozbiory.
- 1793 – powiat międzyrzecki jednym z 17 powiatów Wielkopolski w granicach Prus (Prusy Południowe)[3];
- 1 stycznia 1818 – powiat międzyrzecki (Powiat Międzyrzecz) w granicach Prus (Rejencja poznańska w Prowincji Poznańskiej);
- 10 stycznia 1920 – po uzgodnieniach traktatu wersalskiego, wschodnia część powiatu wraz ze Zbąszyniem została przyłączona do Polski;
- 1 lipca 1922 – powiat międzyrzecki (Powiat Międzyrzecz) w granicach Prus (Rejencja pilska w prowincji Marchia Graniczna Poznańsko-Zachodniopruska);
- 1 października 1938 – powiat międzyrzecki (Powiat Międzyrzecz) w granicach Prus (Rejencja frankfurcka w Prowincji Brandenburgia);
- 15 marca 1945 – powiat międzyrzecki (11 gmin, w tym 5 miast) ponownie w granicach Polski (okręg Pomorze Zachodnie), z Lucjanem Brudło jako starostą;
- 7 lipca 1945 – powiat międzyrzecki w granicach województwa poznańskiego;
- 30 października 1946 – zmniejszono liczbę gmin powiatu do 7, w tym 3 miast, starostą międzyrzeckim został Bolesław Arlyth-Karaśkiewicz;
- 1950 – powiat międzyrzecki w granicach województwa zielonogórskiego;
- 1 stycznia 1962 – powierzchnia powiatu międzyrzeckiego została powiększona o 1/3 (w sumie do 1157 km²) na skutek przyłączenia do niego części powiatu skwierzyńskiego (zlikwidowanego w dniu 31 grudnia 1961);
- 31 lipca 1975 – likwidacja powiatów w Polsce (w tym powiatu międzyrzeckiego);
- 10 sierpnia 1998 – formalne utworzenie powiatu międzyrzeckiego, jako jednostki administracyjnej kraju II stopnia;
- 11 października 1998 – pierwsze wybory samorządowe do rady powiatu międzyrzeckiego – starostą międzyrzeckim został Kazimierz Puchan (SLD);
- 1 stycznia 1999 – wejście w życie nowego, trójstopniowego podziału administracyjnego Polski;
- 2 maja 2000 – pierwszy dzień faktycznego wydawania przez Wydział Komunikacji Starostwa Powiatowego w Międzyrzeczu nowych tablic rejestracyjnych (formalnie od 1 maja 2000) w kolorach biało-czarnych z symbolem literowym powiatu międzyrzeckiego – FMI;
- 27 października 2002 – drugie wybory samorządowe do rady powiatu międzyrzeckiego – starostą międzyrzeckim ponownie został Kazimierz Puchan (SLD);
- 12 listopada 2006 – trzecie wybory samorządowe do rady powiatu międzyrzeckiego – starostą międzyrzeckim został Grzegorz Gabryelski (PSL), który będzie tę funkcję sprawował przez trzy kadencje z rzędu;
- 21 października 2018 – szóste wybory samorządowe do rady powiatu międzyrzeckiego – starostą międzyrzeckim została Agnieszka Olender (KWW 3xM)[4]

## Zestawienie starostów po 1999
| Imię i nazwisko     | Lata pełnienia funkcji |
| Kazimierz Puchan    | 1999–2006              |
| Grzegorz Gabryelski | 2006–2018              |
| Agnieszka Olender   | 2018–2024              |
| Bogusław Zaborowski | 2024–                  |

## Komunikacja
- Linia kolejowa nr 367 relacji Zbąszynek – Gorzów Wielkopolski (ruch pasażerski i towarowy, ruch pasażerski obsługiwany przez autobusy szynowe);

Ważniejsze publiczne drogi kołowe:
- drogi krajowe:
  - A2 (E30)
  - S3 (E65)
  - DK24
  - DK92
- drogi wojewódzkie:
  - DW137
  - DW159
  - DW192
  - DW199

Na terenie powiatu międzyrzeckiego istnieje ogółem 397,265 km dróg powiatowych, z czego: 22,295 km stanowią ulice w granicach administracyjnych wszystkich trzech miast (Międzyrzecz, Skwierzyny, Trzciela), a 374,970 km – drogi zamiejskie. Do głównych dróg powiatowych należą:
- DP 1213F relacji Międzyrzecz – Lutol Suchy – Chociszewo – granica powiatu (Rogoziniec)
- DP 1268F relacji gr. powiatu (Boryszyn) – Wysoka – Kaława – Łagowiec – Lutol Suchy
- DP 1295F relacji gr. powiatu (Osiecko) – Sokola Dąbrowa – Bledzew – Zemsko – Skwierzyna
- DP 1319F relacji Ociosna – Stary Dworek – Zemsko – Popowo
- DP 1322F relacji Skwierzyna – Krasne Dłusko – gr. woj. (Muchocin)
- DP 1326F relacji Chełmicko – Rokitno – Kalsko – Międzyrzecz
- DP 1328F relacji DW 137 – Żółwin – Kuligowo – Stołuń – Pszczew
- DP 1331F relacji Pszczew – Rybojady – Trzciel
- DP 1332F relacji DW 137 (Bobowicko) – Policko – Pszczew – Nowe Gorzycko
- DP 1341F relacji Sokola Dąbrowa – Goruńsko – Kursko – Pieski

## Sąsiednie powiaty
- Powiat gorzowski
- Powiat świebodziński
- Powiat sulęciński
- Powiat strzelecko-drezdenecki
- Powiat międzychodzki (woj. wielkopolskie)
- Powiat nowotomyski (woj. wielkopolskie)